# ジンジャ (ウガンダ)
ジンジャ（Jinja）はウガンダ共和国南東部の都市。英領ウガンダ時代の1907年にブソガの南西部に建設された。ヴィクトリア湖から白ナイル川が流れ出す地点の東岸にあり、西に「ナイル川源流」点とナイル川源流庭園とスピーク記念碑がある。カンパラの東北東約87kmでブシアやトロロとのほぼ中間に位置する。対岸はブガンダのムコノ県ンジェル、東にカキラ、北にナブレサ、北西にブドンドと接し、南はナポレオン湾に面する。
1862年7月28日にジョン・ハニング・スピークがリポン滝と名付けた場所は岩場の意味で何れもバントゥー系のガンダ族がエジンジャ (Ejjinja)、ソガ族がディンダ (Dinda)と呼んでいた。これを参考にガンダ族にブソガを征服させ、1894年にウガンダを保護領化したイギリス人は新たに建設する町をジンジャと名付けた。
ジンジャの重要性はキスムがウガンダ鉄道と結ばれたことで高められた。ブソガには綿花や砂糖の農園が開かれた。1806年には道路計画が立てられ、1910年頃にはインド商人が大挙してやってきた。インド人はゴア州出身で英語を話すカトリック教徒の者が多かった。ジンジャとキスム及びカンパラ南郊のポートベルはフェリーで結ばれた。
1923年にはウガンダ鉄道はジンジャまで延伸された。1928年にブリティッシュ・アメリカン・タバコが進出し、タバコ通りも整備された。

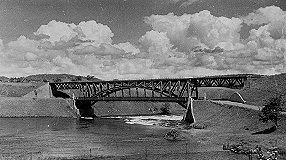
ジンジャ橋

1931年までにリポン滝とオウェン滝の間に二階が鉄道で一階がその他の二階建ての鉄橋が架けられ、1月14日に開通した。これによりウガンダ鉄道はカンパラまで延伸された。この頃のウガンダの貿易相手はインド、イギリス本国に次いで日本が大きく、日本の紡績、繊維業者がジンジャにも進出していた。

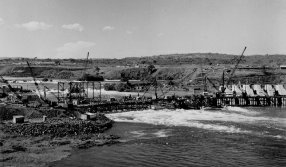
オウェン滝ダムの建設

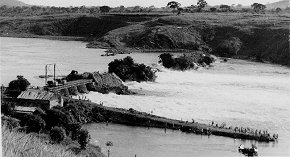
オウェン滝ダムの建設

リポン滝を形成していた自然の岩堰は1954年完成のナルバーレ発電所のため爆破され水底に沈められた。この頃にマンチェスターのキャリコプリンターズもジンジャに進出し、ウガンダ開発会社と合弁で「ニティル」ブランドの製品がウガンダやケニアで販売され、1973年の従業員は3,00人を数えた。銀貨のデザインのものがよく知られている。
インド人及び日本企業はイディ・アミン政権時の1972年に追放された。当時イディ・アミンに処刑されヴィクトリア湖に遺棄された死体がナルバーレダムに流れ着いたという。

## 経済
周囲は農業地帯であるが、製紙、皮革、製粉、ビール醸造などが行われている。2005年まではブリティッシュ・アメリカン・タバコの工場も営業していた。

## 脚註
1. ↑  “City Population”. 2023年4月16日閲覧。
2. ↑  山田学「探検手記」『大阪毎日新聞』1935年（昭和10年）7月30日-8月9日 神戸大学電子図書館システム 新聞記事文庫 アフリカ(2-069)
3. ↑  三好武二「アフリカ大陸を行く」第二信 (9) 尾を振る鰐 人馴れたルテンベ君『大阪毎日新聞』1931年6月7日 神戸大学電子図書館システム 新聞記事文庫 アフリカ(1-057)
4. ↑  阿部賢一「映画『ダーウィンの悪夢』について考える(5)」『独立系メディア「今日のコラム」』環境総合研究所 2007年4月2日。